# Nanatsuiro★Drops
Nanatsuiro★Drops (ななついろ★ドロップス Nanatsuiro★Doroppusu?) es una novela visual japonesa producida por Unisonshift. Fue lanzada el 21 de abril de 2006 para Windows, y más tarde fue relanzada con contenido adicional para PlayStation 2 en septiembre de 2007 y Nintendo DS en marzo del 2008.
En el corto tiempo desde el lanzamiento del videojuego, la serie ha hecho transiciones severas por otros medios. La primera fue una novela ligera escrita por Tamaki Ichikawa e ilustrada por una de las artistas que produjo el juego, Noizi Ito, quien también es conocida por ilustrar Shakugan no Shana y las series de Haruhi Suzumiya.
La novela fue publicada por Enterbrain y salió a la venta en Japón el 30 de junio de 2006. Una versión en manga, ilustrada por Yūki Takami comenzó su serialización en septiembre del 2006 en la revista bishōjo japonesa Dengeki G's Magazine publicada por MediaWorks. Un segundo manga titulado Nanatsuiro Drops Pure!! ilustrado por Sarahiko Mizusima, comenzó su serialización en Dengeki Comic Gao! el 27 de abril de 2007, también publicado por MediaWorks. El anime producido por Studio Barcelona partió al aire el 2 de julio de 2007 en Chiba TV.

## Argumento
Masaharu Tsuwabuki es un estudiante normal, aunque no muy sociable. Un día conoce a una nueva estudiante llamada Sumomo Akihime, y a otra chica llamada Yaeno Nadeshiko, la mejor amiga de Sumomo. Esa misma tarde, de repente, choca con Arthur, el sirviente de Nona Yuki de Figurare, quien al mismo tiempo estaba disfrazado con una máscara. La colisión causa que a Arthur se le caiga una bolsa llena de pociones mágicas; y entre todo el enredo de latas dispersas, accidentalmente una de ellas se cambia con la lata de soda de Masaharu. Después de bebérsela, se transforma en un cordero de peluche en la noche, y debe capturar siete gotas de estrella para volver a la normalidad.
Hay dos mundos primarios en la historia de Nanatsuiro Drops: el mundo humano llamado Retroscena, y un mundo mágico llamado Figurare de donde se originan las Stellar Spinners. En Figurare, hay dos escuelas que enseñan magia: Pramu Clovis y Sentou Asparas. Cada año las dos escuelas escogen las mejores Stellar Spinners (la proveniente de Pramu Clovis se llama Prima Pramu, y la proveniente de Sentou Asparas se llama Prima Asparas) para ser enviadas al mundo humano y capturar siete gotas de estrella en una competencia para mejorar sus relaciones.

## Personajes
Masaharu Tsuwabuki (石蕗 正晴 Tsuwabuki Masaharu?)
Seiyū: Hirofumi Nojima (Humano) Mai Gotō (Yuki-Chan)
Un chico silencioso que raramente habla con alguien, incluyendo sus amigos. En el principio de la serie, él choca con Sumomo Akihime, ocasionando que ella derramara agua sobre él. Después de este accidente, Natsume Kisaragi le obliga a unirse al el Club de Jardinería. Más tarde, él recibe una misteriosa bebida cuando choca con Arthur, quien estaba cargando una bolsa llena de pociones, ocasionando que cambiaran de latas, lo que transformó a Masaharu en un cordero de peluche. Kisaragi lo encuentra y le da una segunda poción, :logrando que pueda hablar y moverse. Para poder regresar a la normalidad, el debe trabajar con su compañera, su "chica elegida", que :resulta ser Sumomo. Tiene que atrapar siete gotas de estrella sin decirle a ella su verdadera identidad. Más tarde se revela que la poción :que Masharu bebió está atada a las fases de la luna. Durante el día el vuelve a su forma humana, pero justo después de la puesta de sol se transforma en el cordero de peluche. También se revela que en la noche de luna llena, él estará las 24 horas como peluche, mientras que en luna nueva estará las 24 horas como humano, dándole una cierta apariencia de vida normal. Más tarde él le confiesa Sumomo su amor, luego de descubrir sus sentimientos hacia él cuando estaba transformado en peluche, sin que Sumomo supiera que Masaharu y Yuki-Chan eran la misma persona. En el episodio nueve, él le confiesa que es Yuki, el animal de peluche. A causa de esto se transforma en un simple peluche, sin vida. Luego el regresa, pero el costo era perder todos los recuerdos de los últimos 5 meses lo que incluía sus aventuras con Sumomo. Pronto se descubre que una vez que juntaran todas las gotas de estrella, él olvidaría la mitad del año que pasó con Sumomo, así que el último día antes de que bebiera la poción, paso la noche con Sumomo y la sellaron con un beso. Luego de tomar la poción, vuelve a ser el mismo de antes, pero pierde la memoria como efecto secundario.
Sumomo Akihime (秋姫 すもも Akihime Sumomo?)
Seiyū: Michihiru Yuimoto
Una chica linda pero tímida que tiende sólo a hablar con su íntima amiga Nako. Es una Stellar Spinner, una clase de maga recolectora de gotas de estrella quien se revela para ser el remplazo humano de una maga de Figurare que se enfermó y no pudo ir al mundo humano para recolectar las gotas de estrella. Sumomo no está consciente de su verdadera identidad. Tiene una actitud muy no-confrontacional, y cuando conoce a Masaharu en forma de peluche, lo llama "Yuki-Chan" (Porque suena lindo) y le insiste que use la palabra "boku" (僕) para referirse a él mismo, en vez del más presumido y de hombres "ore" (俺). Es muy tímida alrededor del agua, y le es imposible nadar, pero pronto aprende a superar su miedo cuando un Stardrop cae en una piscina. Sumomo es la Stellar Spinner remplazante de la escuela Prima Pramu. Luego se revela que es hija de Karin Kisaragi (Hermana de Natsume), quien es considerada la mejor Stellar Spinner de todos los tiempos, pero Sumomo no tenía idea hasta el momento. Luego sabe el secreto de Masaharu y debido a eso él se transforma en un muñeco inerte y ella llora dudando su amor. Cuando descubre el efecto secundario de la poción que curaría a Masaharu, la pareja decide pasar su última noche juntos sellándola con un beso antes de que él se tomara la poción, y ahora Sumomo está luchando por cómo expresarle su amor sin molestarlo.
Nona Yūki (結城 ノナ Yūki Nona?)
Seiyū: Yuki Matsuoka
Otra Stellar Spinner, pero ésta es de Figurare. Se presume que es su primera vez en el mundo humano, lo que justifica su confusión con cosas tan simples como lavar arroz. (Ella lo confunde con "afilarlo" debido a que ambas palabras usan el mismo kanji) Es una experta en conjuros y absolutamente eficiente capturando gotas de estrella. Su nivel de poder en el principio excedía por mucho al de Sumomo, como evidencia ella le dice a Sumomo que trate de tocar su "receta" (Su libro de conjuros). Sumomo queda en shock por no poder agarrarlo. Más tarde adquieren una amistosa rivalidad, así como también comienzan a compartir sentimientos por Masaharu. Nona es la mejor Stellar Spinner de la escuela Prima Asparas. Luego entra a la escuela de Sumomo y Masaharu para estudiar en el mundo humano, luego descubrimos que ella altera su apariencia, es decir que su apariencia humana es distinta a su apariencia de Stellar Spinner.
Arthur Matsuda (アーサー 松田 Āsā Matsuda?)
Seiyū: Hiroki Takahashi
Arthur es el sirviente de Nona Yuki. También es el responsable por la transformación de Masaharu en un peluche en el episodio uno. Normalmente pasa su tiempo en su forma humana mientras sirve como mayordomo, pero cuando recolectan las Stardorps, el cambia a su forma de perro, que aparenta ser un Doberman. Se preocupa profundamente por Nona, y se encarga de su salud cuando ella cansadamente estudia para realizar poderosos conjuros para poder competir con Sumomo. Lejos de su habilidad para cambiar de formas cuando buscan las gotas de estrella, no demuestra tener otras habilidades o poderes.
Nadeshiko Yaeno (八重野 撫子 Yaeno Nadeshiko?)
Seiyū: Kaori Shimizu
"Nako-Chan", como se le llama en el anime, es la amiga más cercana de Sumomo. mientras inocentemente salía a caminar, ella descubrió el trabajo de Sumomo como Stellar Spinner. De acuerdo a las reglas del juego, como explicó Natsume, cualquiera que descubriera la identidad de una Stelar Spinner (Otra persona además de su compañero) le tenían que borrar la memoria. Incapaz de aceptarlo, Sumomo insiste en encontrar otra forma. Eventualmente descubre un conjuro que se puede realizar sólo una vez, que enlaza a la Stellar Spinner y un amigo cercano de tal forma que la memoria del amigo no necesita ser borrada. Aunque la decisión fue tomada rápidamente, Natsume les recuerda a Sumomo y Masaharu que este conjuro sólo se puede realizar una vez y desde ese permiso por una sola vez, ellos tendrán que ser más mucho más cuidadosos de ahora en adelante. Debido a lo observadora que es, Nadeshiko descubre el rol de Nona como Stellar Spinner cuando se pone sus lentes de humano en su forma de Stellar Spinner.
Natsume Kisaragi (如月 ナツメ Kisaragi Natsume?)
Seiyū: Kishō Taniyama
Natsume es un joven y atractivo profesor en la escuela donde la historia toma lugar. Tiene grandes conocimientos sobre Figurare y las Stellar Spinners, así como también de usar (y potencialmente crear) pociones mágicas. Él sirve como guía y consejero para Sumomo y Masaharu mientras están en sus aventuras mientras reúnen las gotas de estrella. La razón de su vasto conocimiento sobre Figurare y la magia es debido a la conexión con su hermana, Karin: La madre de Sumomo. Supuestamente, él también es de Figurare, pero no ha sido indicado explícitamente en el anime.
Karin Akihime (秋姫 カリン Akihime Karin?)
Seiyū: Miki Itō
La madre de Sumomo y hermana de Natsume; Sumomo es realmente el reflejo de su madre. Es considerada la mejor Stellar Spinner de todos los tiempos. Es dicho en el anime que fue capaz de capturar tres gotas de estrella de una sola vez en su primer día en el mundo humano con un solo conjuro. Pronto después de ir al mundo humano, se enamoró de un humano y aunque estaba prohibido, ella abandonó su lugar en Figurare y eventualmente nació Sumomo. Después del nacimiento de Sumomo, Karin se fue a trabajar a América como Diseñadora de modas, ganando dinero para ella y su familia. Más tarde crea una réplica de su uniforme y se lo da a Sumomo para que lo utilice.

## Media

### Novela visual
Nanatsuiro Drops comenzó como una novela visual adulta para PC por UNiSONSHIFT primero lanzado el 21 de abril de 2006. El arte en el juego fue proporcionado por Noizi Ito, la muy conocida artista de las novelas ligeras de Shakugan no Shana y Haruhi Suzumiya. El juego tuvo su versión para PlayStation 2 el 20 de septiembre de 2007 con el contenido para adultos removido bajo el título de Nanatsuiro Drops Pure!!. La versión para Nintendo DS fue lanzada en marzo de 2008.

### Novela ligera
La novela ligera basada en la historia de la novela visual fue publicada por Enterbrain el 30 de junio de 2006. El libro fue escrito por Tamaki Ichikawa y el arte por Noizi Ito.

### Manga
El manga llamado Nanatsuiro Drops, ilustrado por Yūki Takami, comenzó su serialización en la revista de bishōjo Japonesa Dengeki G's Magazine el 30 de septiembre de 2006, publicado por MediaWorks. El primer volumen fue lanzado el 27 de abril de 2007. Otra serie de mangas llamada Nanatsuiro Drops Pure!!, ilustrada por Sorahiko Mizusima, comenzó su serialización en la revista de manga shōnen Dengeki Comic Gao! el 27 de abril de 2007 publicado por MediaWorks.

### Show de radio
El show de radio en Internet llamado Nanatsuiro Radio! Comenzó el 6 de abril de 2007, publicado por MediaWorks.

### Anime
El anime producido por Studio Barcelona salió al aire en Japón a través de Chiba TV entre el 3 de julio de 2007 y el 30 de septiembre de 2007 conteniendo 12 episodios. Dos piezas de tema musical fueron usadas para el anime; un tema para el opening y otro para el ending. La canción del opening es "Shining stars bless☆" por Kaori Utatsuki, y la del ending es "Mo・o!" por Loverin Tamburin

## Música
- Opening del anime: "Shining stars bless", de Kaori Utatsuki
- Ending del anime: "Mo.o!", de Loverin Tamburin